# Simon Fourcade
Simon Fourcade (ur. 25 kwietnia 1984 w Perpignan) – francuski biathlonista, pięciokrotny medalista mistrzostw świata.

## Kariera
Pierwsze sukcesy w karierze osiągnął w 2002 roku, kiedy na mistrzostwach świata juniorów w Ridnaun zdobył srebrny medal w sprincie w kategorii juniorów młodszych. Na rozgrywanych rok później mistrzostwach świata juniorów w Kościelisku zwyciężył w biegu indywidualnym. Ponadto podczas mistrzostw świata juniorów w Haute Maurienne w 2004 roku wygrał sprint i bieg pościgowy oraz był drugi w biegu indywidualnym, a na mistrzostwach świata juniorów w Kontiolahti w 2005 roku był najlepszy w biegu pościgowym oraz drugi w sprincie i sztafecie.
W Pucharze Świata zadebiutował 11 marca 2004 roku w Oslo, kiedy zajął 54. miejsce w sprincie. Pierwsze punkty zdobył dwa dni później, zajmując 27. miejsce w biegu pościgowym. Na podium zawodów tego cyklu pierwszy raz stanął 1 marca 2007 roku w Lahti, kończąc rywalizację w biegu indywidualnym na drugiej pozycji. Rozdzielił tam na podium swego rodaka Raphaëla Poirée i Niemca Alexandra Wolfa. W kolejnych startach jeszcze osiem razy stanął na podium, jednak nie odniósł zwycięstwa – 6 razy był drugi i 2 razy trzeci. Najlepsze wyniki osiągnął w sezonie 2011/2012, kiedy piąte ósme miejsce w klasyfikacji generalnej, a w klasyfikacji biegu indywidualnego zdobył Małą Kryształową Kulę.
Na mistrzostwach świata w Pjongczangu w 2009 roku wspólnie z Marie-Laure Brunet, Sylvie Becaert i Vincentem Defrasne wywalczył złoty medal w sztafecie mieszanej. Był to pierwszy w historii złoty medal dla Francji w tej konkurencji. Kolejne dwa medale zdobył na mistrzostwach świata w Ruhpolding w 2012 roku. Najpierw zajął drugie miejsce w biegu indywidualnym, plasując się między Jakovem Fakiem ze Słowenii i Czechem Jaroslavem Soukupem. Następnie razem z kolegami z reprezentacji drugi był też w sztafecie. W sztafecie mężczyzn zdobył jeszcze dwa medale: srebrny na mistrzostwach świata w Novym Měscie w 2013 roku i brązowy podczas mistrzostw świata w Kontiolahti dwa lata później.
W 2006 roku wystartował na igrzyskach olimpijskich w Turynie, gdzie zajął 31. miejsce w biegu indywidualnym. Na rozgrywanych cztery lata później igrzyskach w Vancouver zajął między innymi 14. miejsce w biegu masowym i szóste w sztafecie. Brał też udział w igrzyskach olimpijskich w Soczi w 2014 roku, plasując się na 13. pozycji w biegu indywidualnym, 36. w sprincie i 18. w biegu pościgowym, a biegu masowego nie ukończył.
Jest podoficerem Francuskich Sił Zbrojnych.
Po sezonie 2018/2019 zakończył sportową karierę.
Jego młodszy brat Martin także jest biathlonistą.

## Osiągnięcia

### Zimowe igrzyska olimpijskie
| Rok  | Miejscowość | Konkurencje | Konkurencje | Konkurencje | Konkurencje | Konkurencje | Konkurencje | Konkurencje |
| Rok  | Miejscowość | IN          | SP          | PU          | MS          | RL          | MR          | SR          |
| ---- | ----------- | ----------- | ----------- | ----------- | ----------- | ----------- | ----------- | ----------- |
| 2006 | Turyn       | 31.         | –           | –           | –           | –           | nd.         | nd.         |
| 2010 | Vancouver   | 40.         | 71.         | –           | 14.         | 6.          | nd.         | nd.         |
| 2014 | Soczi       | 13.         | 36.         | 18.         | DNF         | –           | –           | nd.         |

### Mistrzostwa świata
| Rok  | Miejscowość     | Konkurencje | Konkurencje | Konkurencje | Konkurencje | Konkurencje | Konkurencje | Konkurencje |
| Rok  | Miejscowość     | IN          | SP          | PU          | MS          | RL          | MR          | SR          |
| ---- | --------------- | ----------- | ----------- | ----------- | ----------- | ----------- | ----------- | ----------- |
| 2006 | Pokljuka        | –           | –           | –           | –           | –           | 11.         | nd.         |
| 2007 | Anterselva      | 8.          | 37.         | 25.         | 8.          | 10.         | –           | nd.         |
| 2008 | Östersund       | 4.          | 20.         | 6.          | 27.         | 5.          | –           | nd.         |
| 2009 | Pjongczang      | 4.          | 6.          | 10.         | 9.          | 4.          | 1.          | nd.         |
| 2010 | Chanty-Mansyjsk | –           | –           | –           | –           | –           | 5.          | nd.         |
| 2011 | Chanty-Mansyjsk | 39.         | 13.         | 6.          | 15.         | 12.         | –           | nd.         |
| 2012 | Ruhpolding      | 2.          | 5.          | 6.          | 5.          | 2.          | 11.         | nd.         |
| 2013 | Nové Město      | 6.          | 34.         | 23.         | 9.          | 2.          | –           | nd.         |
| 2015 | Kontiolahti     | 4.          | 4.          | 10.         | 9.          | 3.          | –           | nd.         |
| 2016 | Oslo            | 10.         | 53.         | 40.         | –           | 9.          | –           | nd.         |
| 2017 | Hochfilzen      | –           | 85.         | –           | –           | –           | –           | nd.         |
| 2019 | Östersund       | 19.         | –           | –           | –           | –           | –           | –           |

### Mistrzostwa świata juniorów
| Rok  | Miejscowość     | Konkurencje | Konkurencje | Konkurencje | Konkurencje | Konkurencje | Konkurencje | Konkurencje |
| Rok  | Miejscowość     | IN          | SP          | PU          | MS          | RL          | MR          | SR          |
| ---- | --------------- | ----------- | ----------- | ----------- | ----------- | ----------- | ----------- | ----------- |
| 2002 | Ridnaun         | 19.         | 2.          | 6.          | nd.         | 8.          | nd.         | nd.         |
| 2003 | Kościelisko     | 1.          | 9.          | 19.         | nd.         | 16.         | nd.         | nd.         |
| 2004 | Haute Maurienne | 2.          | 1.          | 1.          | nd.         | 4.          | nd.         | nd.         |
| 2005 | Kontiolahti     | 40.         | 2.          | 1.          | nd.         | 2.          | nd.         | nd.         |

### Puchar Świata

#### Miejsca w klasyfikacji generalnej
| Sezon     | Miejsce |
| --------- | ------- |
| 2003/2004 | 79.     |
| 2005/2006 | 78.     |
| 2006/2007 | 23.     |
| 2007/2008 | 17.     |
| 2008/2009 | 15.     |
| 2009/2010 | 7.      |
| 2010/2011 | 30.     |
| 2011/2012 | 5.      |
| 2012/2013 | 27.     |
| 2013/2014 | 39.     |
| 2014/2015 | 11.     |
| 2015/2016 | 27.     |
| 2016/2017 | 38.     |
| 2017/2018 | 42.     |
| 2018/2019 | 37.     |

#### Miejsca na podium zawodów PŚ
| Lp. | Dzień       | Rok  | Miejscowość          | Konkurencja                | Lokata | Pudła   | Czas biegu | Strata | Zwycięzca           |
| --- | ----------- | ---- | -------------------- | -------------------------- | ------ | ------- | ---------- | ------ | ------------------- |
| 1.  | 1 marca     | 2007 | Lahti                | Bieg indywidualny na 20 km | 2.     | 0+1+0+0 | 56:59,7    | +17,9  | Raphaël Poirée      |
| 2.  | 6 grudnia   | 2008 | Östersund            | Sprint na 10 km            | 3.     | 0+0     | 26:10,4    | +28,1  | Emil Hegle Svendsen |
| 3.  | 17 grudnia  | 2009 | Pokljuka             | Bieg indywidualny na 20 km | 2.     | 0+0+1+0 | 52:34,0    | +14,2  | Christoph Sumann    |
| 4.  | 17 grudnia  | 2011 | Hochfilzen           | Bieg pościgowy na 12,5 km  | 3.     | 1+0+0+0 | 35:41,6    | +1,3   | Andreas Birnbacher  |
| 5.  | 7 stycznia  | 2012 | Oberhof              | Sprint na 10 km            | 2.     | 0+0     | 25:58,6    | +1,1   | Arnd Peiffer        |
| 6.  | 8 stycznia  | 2012 | Oberhof              | Bieg masowy na 15 km       | 2.     | 0+1+0+0 | 38:58,9    | +24,3  | Andreas Birnbacher  |
| 7.  | 14 stycznia | 2012 | Nové Město na Moravě | Sprint na 10 km            | 2.     | 1+2     | 27:15,8    | +2,7   | Emil Hegle Svendsen |
| 8.  | 6 marca     | 2012 | Ruhpolding           | Bieg indywidualny na 20 km | 2.     | 0+0+1+0 | 46:55,2    | +7,0   | Jakov Fak           |
| 9.  | 16 marca    | 2013 | Chanty-Mansyjsk      | Bieg pościgowy na 12,5 km  | 2.     | 0+0+0+0 | 35:23,6    | +35,7  | Christoph Sumann    |